# Valeriana fonckii
Valeriana fonckii är en kaprifolväxtart som beskrevs av Rodolfo Amando Philippi. Valeriana fonckii ingår i släktet vänderötter, och familjen kaprifolväxter. Inga underarter finns listade i Catalogue of Life.